# Цивільний устрій духовенства

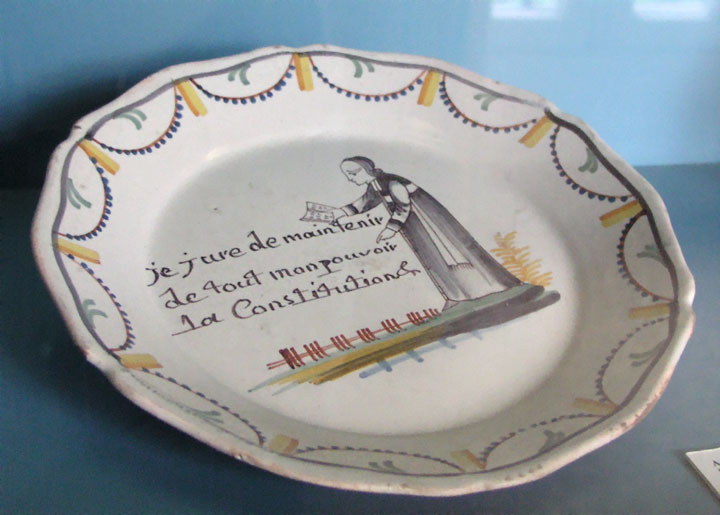
Кюре приносить присягу на вірність Конституції. Зображення на тарілці 1790

Цивільний устрій духовенства (фр. Constitution civile du clergé) — новий церковний порядок, прийнятий у Франції під час Великої французької революції.
Порядок був розроблений церковним комітетом, призначеним 20 серпня 1789 року Установчими зборами. Цей порядок змінив порядок Болонського конкордату (1516), яким раніше регулювалися церковні відносини. Суть нового закону, ухваленого установчими зборами 12 липня 1790 р., була така:
1. Старий поділ Франції на 18 архідієцезій та 116 дієцезій замінювалося поділом на 83 дієцезії, що збігалися з адміністративним поділом на департаменти, причому історичні назви кафедр поступилися місцем новим і зроблено було перерозподіл парафій. Знищувалися також усі церковні титули, крім єпископа і настоятеля; капітули стали називатися єпископськими радами.
2. Єпископи мали вибиратися тими ж особами, як і депутати, члени суду першої інстанції і департаментських адміністрація, а настоятелі парафіяльних церков - особами, що обирали місцеву адміністрацію. Закон не вимагав, щоб виборці були католиками.
3. Єпископи не потребували папського затвердження і могли тільки сповіщати Папу про свій вступ на посаду. Настоятель отримував «інсталяцію» від єпископа.
4. Від духовних осіб була потрібна присяга в присутності муніципальної влади.

Цей «цивільний устрій» викликав сильну опозицію з боку більшості (принаймні двох третин) кліру і призвів установчі збори до зіткнення з Людовіком XVI.
Декрет 27 листопада 1790 року зажадав від духовенства спеціальної присяги на вірність цивільному устрою духовенства. Більшість священиків відмовилися від виконання цієї вимоги. Відтоді до конкордату, укладеного з курією Наполеоном у 1801 році, французьке духовенство поділялося на тих, що склали присягу (конституційне) і тих, хто не склав присягу.